# Thelypteris pilosissima
Thelypteris pilosissima là một loài thực vật có mạch trong họ Thelypteridaceae. Loài này được C.V. Morton miêu tả khoa học đầu tiên năm 1951.